# 박성우 (1982년)
박성우(한국 한자: 朴晟佑, 1982년 3월 10일 ~ )는 대한민국의 전 축구 선수이며, 포지션은 수비수였다.